# チャンティコ

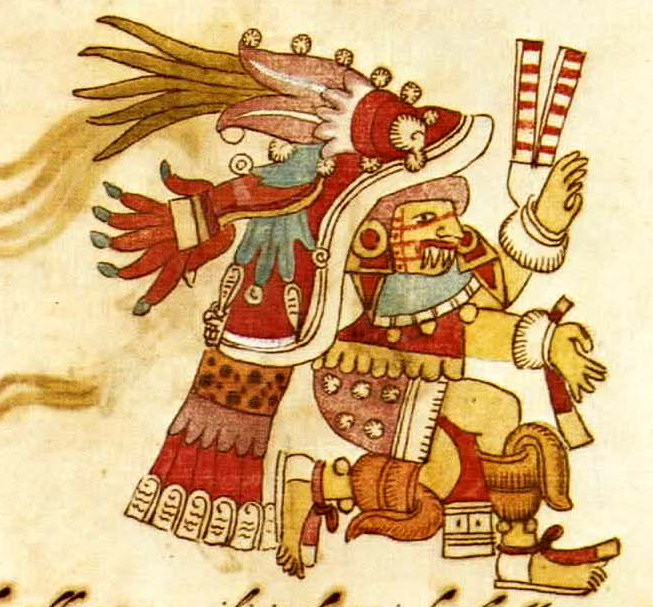
チャンティコ

チャンティコ（Chantico）は、アステカ神話に伝わるかまど及び火山の火、怒りの火を司る女神である。その名は「家に住む女性」を意味する。
断食の掟で禁忌とされていたパプリカを焼き魚と共に食べた為、食物の創造者であるトナカテクトリにより犬に変えられるという罰を受けた。毒のあるサボテンの冠を被り、赤い蛇の姿をとる。
アステカ暦のトナルポワリにおいては18番目のトレセーナである「1の風（エエカトル）」を司る。

## 歴史
学者エドゥアルド・セラーは、サハグンの著作が書かれた当時、チャンティコは主にソチミルコの町にいたと結論づけた。彼は、サハグンがトラテケにとって特に重要な神々を列挙する際にチャンティコの暦名を挙げたことに基づいて結論を下した。
アステカ帝国の時代、チャンティコは軍隊と強い結びつきがあった。奉行所の記録によると、Moctezumaは、エルナン・コルテスのアステカ帝国への進出を呪うために、大地を叩く取り外し可能な脚を持つチャンティコの偶像を使用したと伝えられている。